# NGC 6215

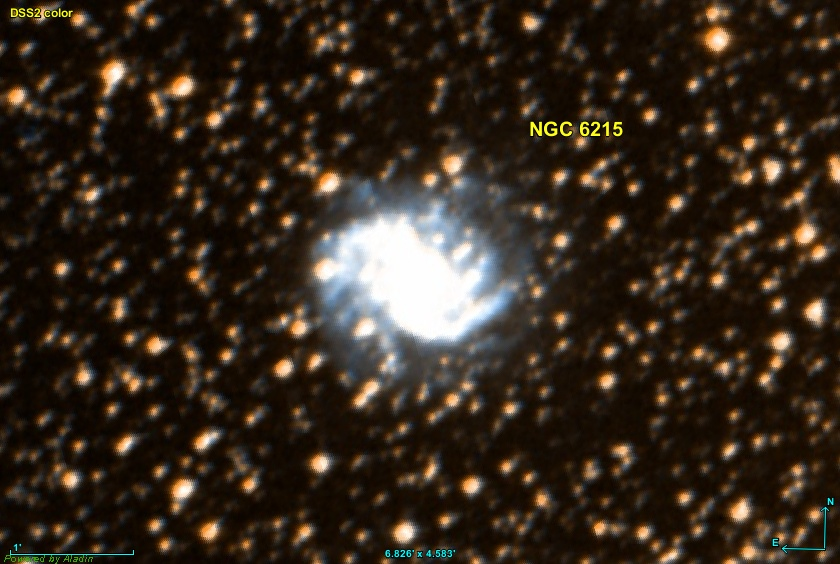
NGC 6215

NGC 6215 é uma galáxia espiral (Sc) localizada na direcção da constelação de Ara. Possui uma declinação de -58° 59' 35" e uma ascensão recta de 16 horas, 51 minutos e 07,0 segundos.
A galáxia NGC 6215 foi descoberta em 9 de Julho de 1836 por John Herschel.